# Stemonitis
Stemonitis Gled. (paździorek) – rodzaj śluzowców.

## Systematyka i nazewnictwo
Pozycja w klasyfikacji według Index Fungorum: Stemonitidae, Stemonitida, Columellinia, Myxogastrea, Mycetozoa, Amoebozoa, Protozoa.
Synonimy nazwy naukowej: Clathroidastrum P. Micheli ex Adans. Clathroidastrum Kuntze, Stemonitis Roth.
Nazwa polska według checklist.

## Gatunki występujące w Polsce
- Stemonitis axifera (Bull.) T. Macbr. 1889 – paździorek rdzawy
- Stemonitis flavogenita E. Jahn 1904 – paździorek delikatny
- Stemonitis fusca Roth 1787 – paździorek ciemny
- Stemonitis herbatica Peck 1874 – paździorek brunatny
- Stemonitis pallida Wingate 1899 – paździorek niski
- Stemonitis smithii T. Macbr. 1893 – paździorek drobny
- Stemonitis splendens Rostaf. 1875 – paździorek szerokosietny
- Stemonitis virginiensis Rex 1891 – paździorek jasnozarodnikowy

Wykaz gatunków (nazwy naukowe) na podstawie Index Fungorum. Nazwy polskie według checklist.